# Billbergia velascana
Espèce
Classification phylogénétique
Billbergia velascana est une espèce de plantes à fleurs de la famille des Bromeliaceae, endémique de Bolivie.

## Distribution
L'espèce est endémique de Bolivie.

## Description
L'espèce est épiphyte.